# Masospondyl
Masospondyl (Massospondylus) – rodzaj prozauropoda z rodziny masospondyli (Massospondylidae).
Żył we wczesnej jurze (ok. 200-185 mln lat temu) na obecnych terenach Afryki. Długość ciała do 6 m. Jego szczątki znaleziono w Republice Południowej Afryki oraz być może w Zimbabwe. W 1985 roku opisano skamieniałości odkryte w Arizonie (Stany Zjednoczone), które pierwotnie przypisano zwierzęciu z rodzaju Massospondylus; występowanie przedstawicieli tego rodzaju na terenach zarówno dzisiejszej Afryki, jak i Ameryki Północnej interpretowano jako dowód na kosmopolityczny charakter wczesnojurajskich faun dinozaurów. Odkrycie większej liczby skamieniałości zauropodomorfa z Arizony, w połączeniu z rezultatami analizy kladystycznej Rowe'a, Suesa i Reisza (2011), wykazało, że zwierzę to należy do odrębnego rodzaju, nazwanego Sarahsaurus; tym samym Massospondylus jest rodzajem znanym wyłącznie z południowej Afryki.

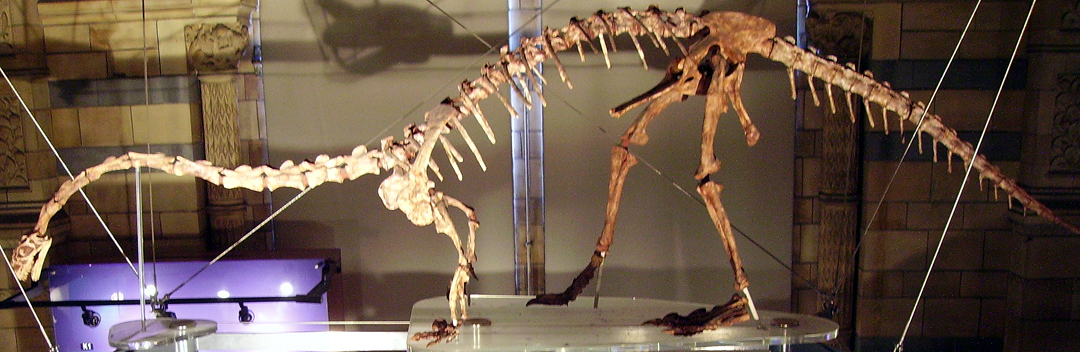
Szkielet masospondyla (Muzeum Historii Naturalnej w Londynie)

Prymitywny, wczesny prozauropod. Był to jeden z pierwszych dinozaurów wyłącznie roślinożernych. Głowę miał małą, szyję i ogon długie. Posiadał spore dłonie (pięciopalczaste) z pazurami (prawdopodobnie służyły m.in. do obrony przed mięsożercami). W Afryce znaleziono jaja masospondyla z embrionami. Świadczą one o tym, że masospondyle rodziły się bez zębów i prawdopodobnie początkowo poruszały się na 4 kończynach. Masospondyl był dość lekko zbudowany (jak na prozauropoda). Sam tułów odpowiadał wielkości dzisiejszego dużego psa. Dinozaur ten został opisany po raz pierwszy w 1854 roku przez angielskiego anatoma i paleontologa Sir Richarda Owena. Jego opis opierał się na dowodzie z kilku dużych kręgów (stąd nazwa dinozaura – Massospondylus – "masywny kręg").
W 2009 roku opisany został drugi gatunek należący do tego rodzaju – M. kaalae.